# Bitva u Tertry
Bitva u Tertry bylo vojenské střetnutí mezi austrasijskými silami pod vedením majordoma Pipina II. Prostředního na jedné straně a vojsky Neustrie a Burgundska vedené králem Theuderichem III. a majordomem Bercharem na straně druhé. Vojenské střetnutí proběhlo roku 687 u vesnice Tertry, asi 50 kilometrů od Amiens. Průběh bitvy zaznamenaly austrasijské anály Annales Mettenses priores. Pipinovo vítězství na dlouhá léta zajistilo hegemonii Pipinovců (pozdějších Karlovců) a Austrasie v celé Francké říši.

## Historie
Od roku 679 celé franské říši formálně panoval král Theuderich III. z dynastie Merovejců. Fakticky však byla říše rozdělena na Neustrii, odkud Theuderich pocházel, Austrasii a Burgundsko, kde de facto vládli místní majordomové. Jednotlivá království mezi sebou téměř neustále vedla nějaké spory. V roce 681 uzavřel austrasijský majordomus Pipin II. Prostřední mír se svým neustrijským protějškem Warattonem. Když Waratto o pět let později skonal, moci se v Neustrii chopil Berchar, jenž pod nátlakem šlechty odmítl s Pipinem nadále udržovat mír. Roku 687 spolu s králem Theuderichem a neustrijskou i burgundskou šlechtou vytáhli do Austrasie. Pipin jim však uštědřil zdrcující porážku v bitvě u Terty. Podle historika Michaela Frassetta byla tato bitva v podstatě výsledkem dlouholetých sporů mezi neustrijskou a austrasijskou elitou.
Po austrasijském vítězství byl Berchar zapuzen a Pipin post majordoma v Neustrii i Burgundsku předal svému oddanému přívrženci Nordebertovi, čímž si obě země podmanil. Král Theuderich III. byl donucen uznat Pipinovu nadvládu nad celou franskou říši, což konečně potvrdilo úlohu merovejského krále jako pouhé loutky v rukách majordoma. Bitva u Terty představuje velmi významný mezník v historii Pipinovců, kteří si tímto vítězstvím zajistili hegemonii v celé franské říši.